# Hugh S. Johnson
Hugh Samuel Johnson (Fort Scott, 5 agosto 1882 – Washington, 14 aprile 1942) è stato un ufficiale statunitense della US Army, uomo d'affari, autore di discorsi, funzionario di governo e giornalista.
Ammiratore del corporativismo del fascismo italiano, è noto per essere stato membro del Brain Trust di Franklin D. Roosevelt nel 1932-1934. Scrisse numerosi discorsi per Roosevelt e contribuì a pianificare il New Deal. Nominato capo della National Recovery Administration (NRA) nel 1933, fu molto energico nella sua campagna blue eagle per riorganizzare gli affari americani per ridurre la concorrenza e aumentare salari e prezzi. Gli studiosi Schlesinger (1958) e Ohl (1985) concludono che era un eccellente organizzatore, ma che era anche prepotente, violento, schietto e incapace di lavorare in armonia con i suoi colleghi. La NRA fu chiusa con una sentenza della Corte suprema del 1935 e Johnson lasciò l'amministrazione dopo poco più di un anno.

## Primi anni di vita

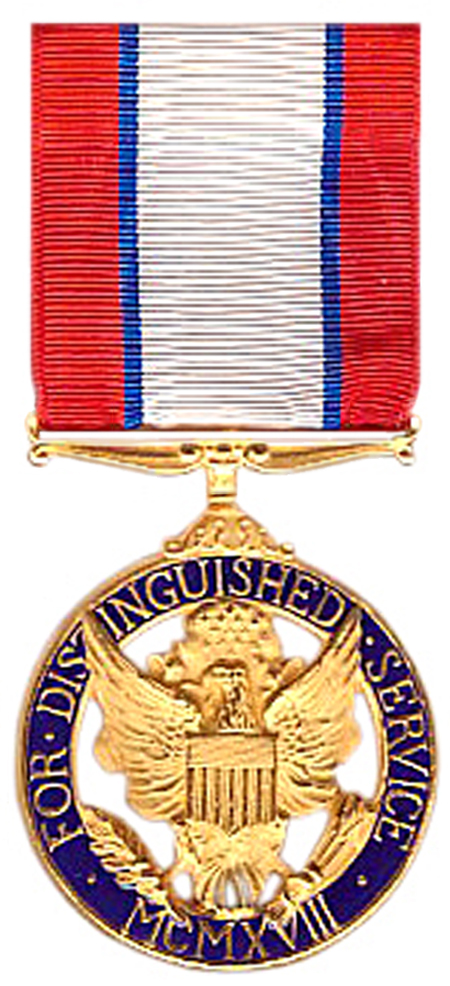
La medaglia di servizio distinto dell'esercito, assegnata a Brig. Gen. Hugh S. Johnson.

Nacque a Fort Scott in Kansas nel 1882, figlio di Samuel L. Johnson ed Elizabeth (nata Mead) Johnson.
I suoi nonni paterni, Samuel e Matilda (MacAlan) Johnson, emigrarono negli Stati Uniti dall'Irlanda nel 1837 e si stabilirono originariamente a Brooklyn. Il padre di Hugh era un avvocato e frequentò la scuola pubblica a Wichita, in Kansas, prima che la famiglia si trasferisse ad Alva, nel Territorio dell'Oklahoma. Tentò di fuggire da casa per unirsi alla milizia dello stato dell'Oklahoma all'età di 15 anni, ma fu fermato dalla sua famiglia prima di lasciare la città.  Suo padre gli promise di cercare di procurargli un appuntamento presso la United States Military Academy (West Point), e riuscì nell'intento. Johnson scoprì che la persona davanti a lui per la nomina era troppo vecchia, e lo convinse a farsi da parte affinché Johnson potesse entrare all'Accademia.

## Carriera militare

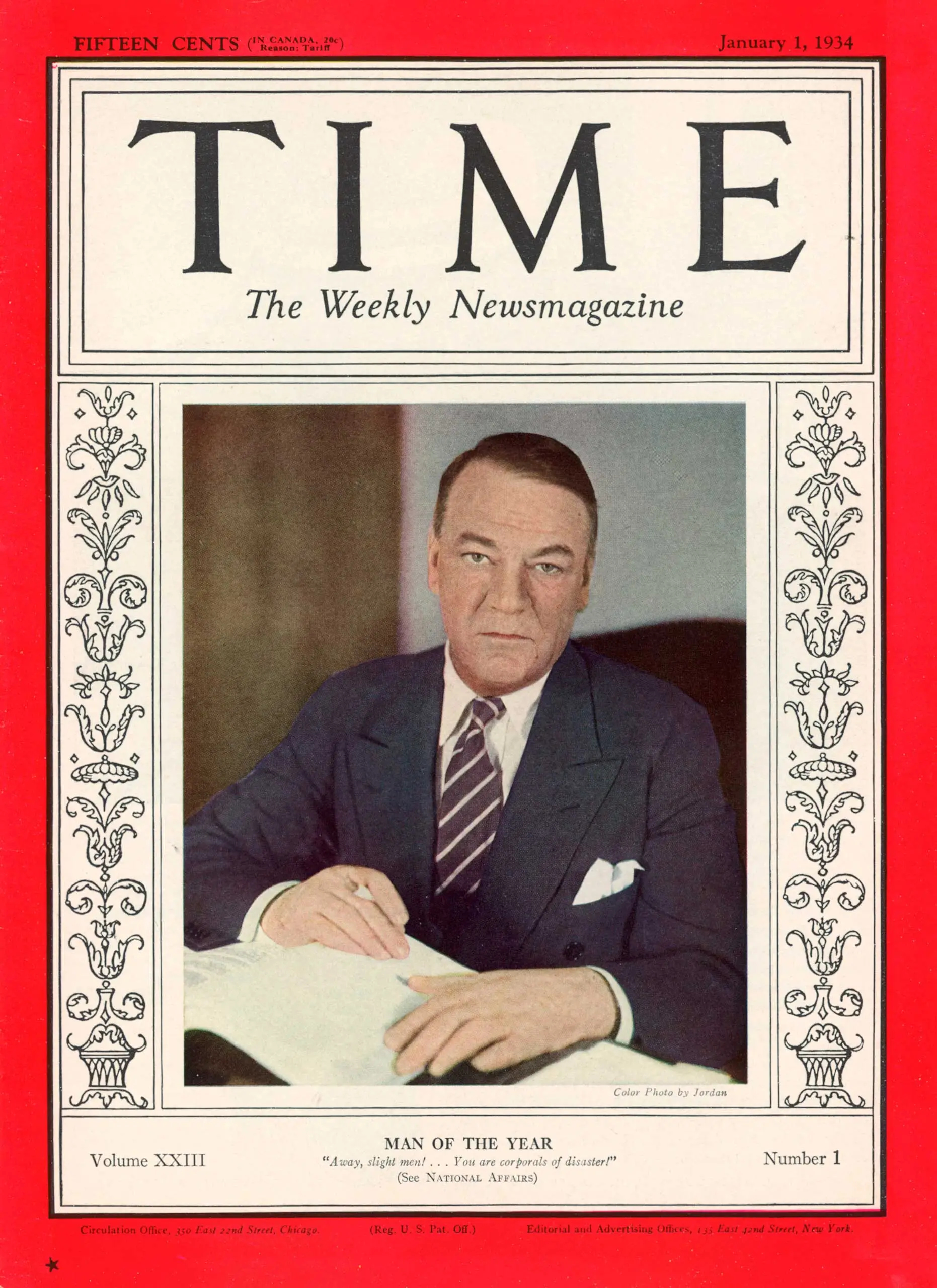
Hugh Samuel Johnson Uomo dell'anno 1933 per il Time.

Johnson entrò a West Point nel 1899, e si laureò, divenendo un secondo luogotenente nella 1st Cavalry l'11 giugno 1903. Douglas MacArthur era uno dei suoi compagni di classe di West Point. Dal 1907 al 1909 fu di stanza a Pampanga, nelle Filippine, ma in seguito fu trasferito in California. Nei primi anni del XX secolo, la maggior parte dei parchi nazionali negli Stati Uniti erano amministrati da unità dell'esercito degli Stati Uniti. Johnson è stato successivamente di stanza nei parchi nazionali di Yosemite e Sequoia. Fu promosso primo luogotenente l'11 marzo 1911 e fu nominato sovrintendente del parco nazionale di Sequoia nel 1912.
Desideroso di seguire le orme di suo padre, Johnson ottenne il permesso dal generale Enoch Crowder di frequentare l'Università della California a Berkeley, dove conseguì il Bachelor of Arts di laurea (con lode) nel 1915 e il suo Juris Doctor nel 1916 (raddoppiando i corsi per laurearsi in metà del tempo richiesto). Trasferito al Judge Advocate General's Corps (JAG), da maggio a ottobre 1916 prestò servizio sotto il generale John J. Pershing in Messico nella spedizione contro Pancho Villa. Promosso capitano il 1 luglio 1916, si trasferì al quartier generale del JAG a Washington, nell'ottobre 1916. Fu promosso maggiore il 15 maggio 1917 e tenente colonnello il 5 agosto 1917. Fu nominato vice maresciallo generale aggiunto nell'ottobre 1917 e lo stesso mese fu nominato in un comitato del Dipartimento di Guerra per l'addestramento militare (gli Stati Uniti erano entrati nella prima guerra mondiale il 6 aprile 1917).
Come capitano, Johnson collaborò alla stesura delle norme di attuazione del Selective Service Act del 1917.  Senza l'autorizzazione del Congresso, ordinò di completare alcuni dei primi passi iniziali necessari per attuare il progetto. L'azione avrebbe potuto portarlo alla corte marziale, se il Congresso non avesse agito (un mese dopo) per approvare la legge sulla coscrizione. Fu promosso colonnello l'8 gennaio 1918 e generale di brigata il 15 aprile 1918. Al momento della sua promozione, era il più giovane, all'età di 35 anni, a raggiungere il grado di brigadiere generale dopo la guerra civile, e il più giovane laureato di West Point a rimanere continuamente in servizio che avesse mai raggiunto il grado. Si ritiene che Johnson sia stato un eccellente secondo in comando durante la guerra nell'Ufficio del Maresciallo Provinciale sotto la guida del generale di brigata Enoch H. Crowder, fintantoché fu tenuto sotto stretta sorveglianza e strettamente supervisionato. I suoi notevoli talenti furono effettivamente sfruttati nella pianificazione e nell'attuazione della registrazione e del progetto prima e durante il conflitto. Tuttavia non fu mai in grado di lavorare senza avere problemi con gli altri.
In seguito alla sua promozione a generale di brigata, Johnson fu nominato direttore della Sezione Acquisti e Forniture dello Stato Maggiore nell'aprile 1918, e fu promosso vicedirettore della Divisione Acquisti, Deposito e Traffico dello Stato Maggiore nell'ottobre 1918. In tale veste, lavorò a stretto contatto con il War Industries Board. Impressionò favorevolmente molti uomini d'affari, tra cui Bernard Baruch, capo del War Industries Board. Questi contatti in seguito si rilevarono fondamentali nel conquistare una posizione nell'amministrazione del presidente Franklin D. Roosevelt. Fu posto al comando della 15ª brigata di fanteria che faceva parte dell'8ª Divisione di fanteria, ma l'unità non combatté in Europa perché la guerra era ormai finita.
Johnson si dimise dall'esercito americano il 25 febbraio 1919. Per il suo servizio nell'ufficio del maresciallo Provost e nell'esecuzione del progetto, gli fu assegnata la Army Distinguished Service Medal nel 1926.

## Carriera nel New Deal
Johnson fu nominato vice direttore generale della Moline Plow Company il 1º settembre 1919. Il presidente di Moline Plow, George Peek, e Johnson erano entrambi sostenitori del McNary–Haugen Farm Relief Bil, una proposta di legge federale che avrebbe stabilito i primi sostegni ai prezzi agricoli nella storia degli Stati Uniti.
Johnson lasciò il Moline Plow nel 1927 per diventare consigliere di Bernard Baruch. Si unì al Brain Trust di Franklin D. Roosevelt nelle elezioni presidenziali del 1932. Il suo ruolo principale fu quello di redigere discorsi, in particolare uno che Roosvelt pronunciò a Pittsburgh denunciando le spese sconsiderate dell'amministrazione Hoover e chiedendo una politica fiscale molto conservatrice, presa di posizione che abbandonò una volta eletto.

### NRA
Johnson ebbe un ruolo importante nel New Deal. Nel 1933 Roosevelt nominò Johnson per amministrare la National Recovery Administration (NRA).
Johnson considerava il corporativismo fascista italiano come una sorta di modello. Egli distribuì copie di un trattato fascista dal titolo Lo stato corporativo, appartenente a uno degli economisti preferiti di Mussolini, Bruno Biagi, e ne consegnò uno al Segretario del Lavoro Frances Perkins, chiedendole di consegnare copie al suo gabinetto. La NRA fu coinvolta nell'organizzazione di migliaia di imprese con codici elaborati da associazioni e industrie di categoria. Fu riconosciuto per i suoi sforzi quando il Time lo nominò uomo dell'anno del 1933, scegliendolo al posto dello stesso presidente.

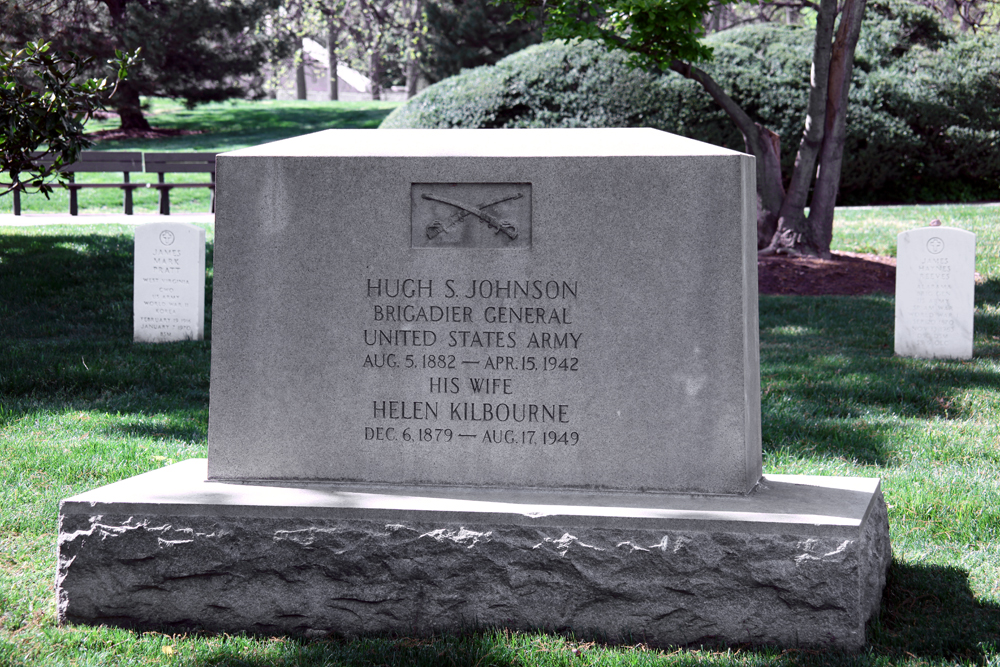
Tomba di Hugh S. Johnson nel cimitero nazionale di Arlington.

Nel 1934 Johnson era fortemente esitante e incerto, cosa che gli storici attribuiscono alle profonde contraddizioni delle politiche dell'ANR, il tutto aggravato dalla sua abitudine di bere molto sul posto di lavoro. L'NRA continuò a deteriorarsi, venendo abolita nel 1935, e fu accusata dal Segretario del Lavoro Frances Perkins di avere inclinazioni economiche fasciste. Pertanto, Roosevelt licenziò Johnson nel settembre 1934.
Sarah Lucille Turner, che era stata una delle prime donne elette alla Camera dei rappresentanti del Missouri, lavorò per un certo periodo con Johnson mentre questi era amministratore della NRA.

### Giornalismo e morte
Dopo aver lasciato l'amministrazione Roosevelt, Johnson, che era stato a lungo uno scrittore di saggi di successo per le riviste nazionali, divenne un giornalista specializzato nel commento politico. Sostenne Roosevelt nelle elezioni presidenziali del 1936, ma quando fu annunciato il Court-packing plan nel 1937, denunciò Roosevelt di voler divenire un possibile dittatore. Nel 1939 approvò l'isolazionismo americano, non volendo che gli Stati Uniti partecipassero alla seconda guerra mondiale; sostenne il candidato repubblicano Wendell Willkie alle elezioni presidenziali del 1940.
Johnson scrisse numerosi articoli e racconti. Un brano di storia futura, The Dam, venne scritto nel 1911 e appare nell'antologia di Sam Moskowitz, Science Fiction di Gaslight. Nel racconto, il Giappone invade e conquista la California.
Il generale Hugh S. Johnson morì a Washington nell'aprile 1942 per polmonite. Fu sepolto nel cimitero nazionale di Arlington.

## Premi
- Distinguished Service Medal (US Army)
- Medaglia della campagna filippina
- Medaglia di servizio messicana
- Medaglia della Vittoria della Prima Guerra Mondiale (Stati Uniti)

## Date delle promozioni
| Nessuna insegna          | Cadetto, United States Military Academy: 13 giugno 1899 |
| Nessuna insegna nel 1903 | Secondo tenente, esercito regolare: 11 giugno 1903      |
|                          | Primo tenente, esercito regolare: 11 marzo 1911         |
|                          | Capitano, esercito regolare: 1 luglio 1916              |
|                          | Maggiore, esercito regolare: 15 maggio 1917             |
|                          | Tenente colonnello, esercito nazionale: 5 agosto 1917   |
|                          | Colonnello, esercito nazionale: 8 gennaio 1918          |
|                          | Generale di brigata, esercito nazionale: 15 aprile 1918 |